# Toccata i fuga en re menor, BWV 565
| Toccata i fuga en re menor, BWV 565    |
|                                        |
| Interpretació d'Ashtar Moïra a l'orgue |
|                                        |

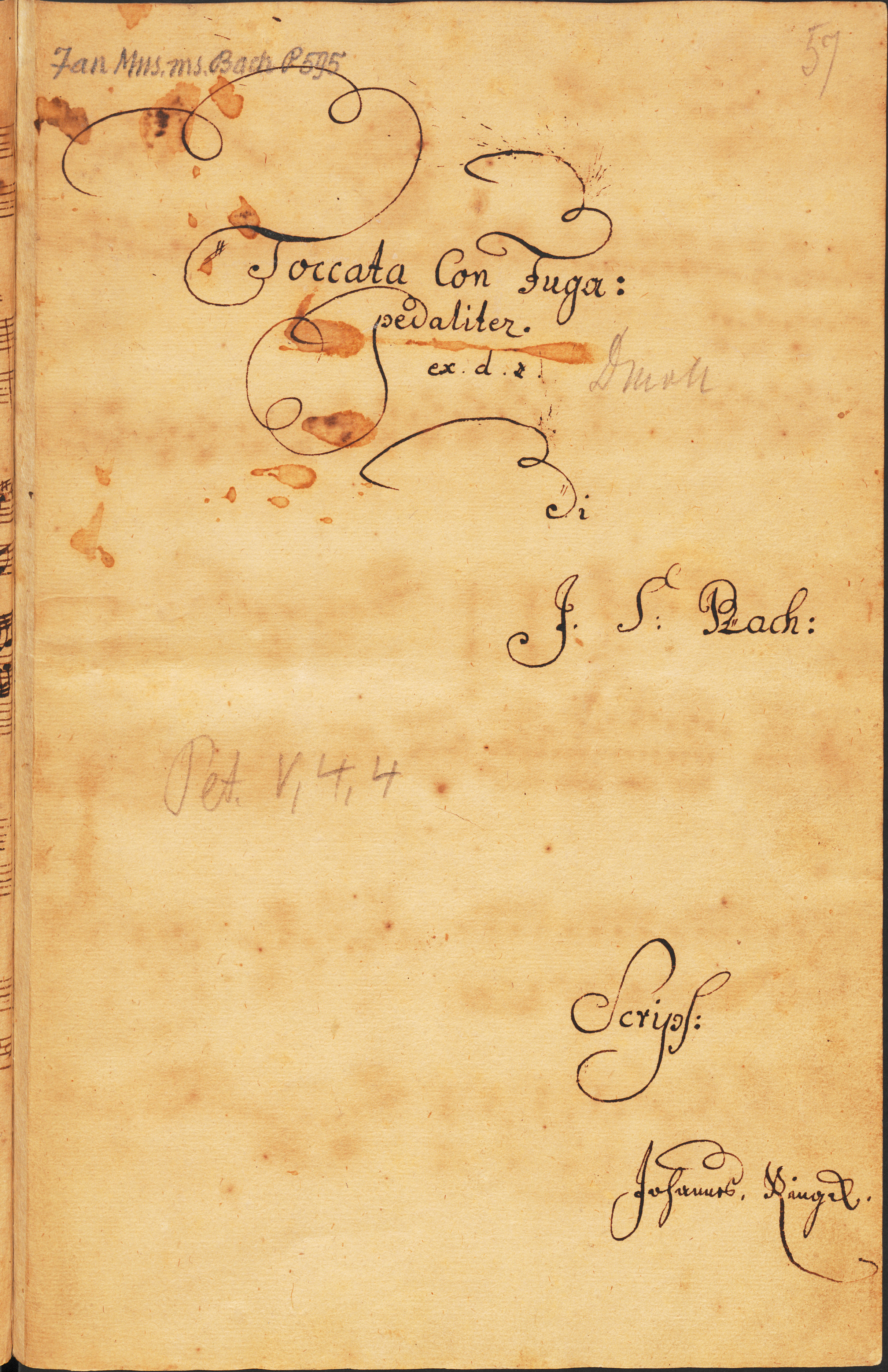
Portada del manuscrit de Johannes Ringk per a la BWV 565. Cap exemplar amb la signatura de Bach sobreviu, i aquesta és l'única portada coneguda, gairebé d'origen contemporani.

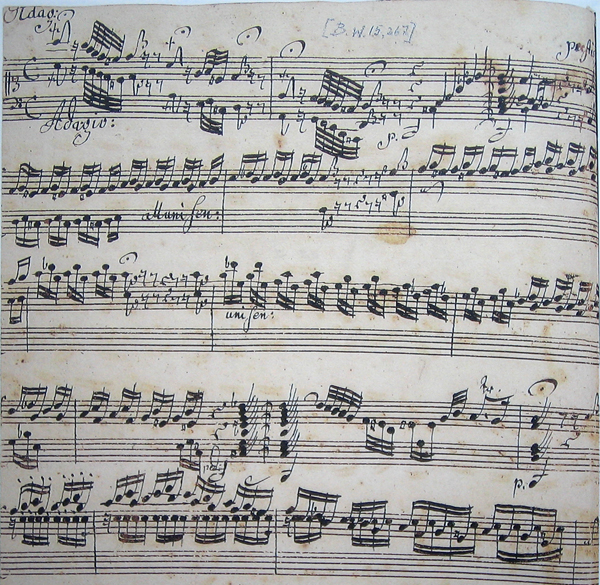
Inici de la BWV 565 en el manuscrit de Johannes Ringk, que és, pel que se sap, l'única còpia existent del segle XVIII de l'obra.

La Toccata i fuga en re menor, BWV 565, és una composició per a orgue del compositor alemany Johann Sebastian Bach, segons algunes fonts, i és una de les obres més conegudes del repertori d'orgue. Encara que es desconeix la data de composició, diversos experts suggereixen dates molt diferents, entre 1704 i la dècada de 1750.
La peça s'obre amb una secció de tocata seguida d'una fuga que acaba en una coda, una estructura en gran part típica de l'escola d'orgue del nord d'Alemanya de l'època barroca.
Poc se sabia sobre la seva existència fins que la peça va ser descoberta en un manuscrit sense data de Johannes Ringk. Es va publicar per primera vegada el 1833, durant el primer període del renaixement de la música de Bach gràcies especialment al compositor Felix Mendelssohn, que també va interpretar la peça el 1840. No va ser fins al segle XX que la seva popularitat va augmentar per sobre de la d'altres composicions per a orgue de Bach, com s'exemplifica amb la seva inclusió en la pel·lícula d'animació Fantasia de Walt Disney (1940), en la que hi ha la transcripció orquestral de Leopold Stokowski realitzada el 1927.
L'obra ha estat objecte d'una gran varietat d'anàlisis, i sovint força conflictives. Se l'ha descrit també com un tipus de música programàtica en la que es representa una tempesta, mentre que en el context de la Fantasia, se la considera com a música no representativa o absoluta. Estudiosos com Peter Williams i Rolf Dietrich Claus han argumentat en contra de l'autoria de Bach, mentre altres experts com Christoph Wolff defensen l'atribució a Bach.

## Història
L'única font probablement contemporània que existeix de la BWV 565 és una còpia sense data de Johannes Ringk. Segons la descripció proporcionada per la Biblioteca Estatal de Berlín, on es conserva el manuscrit, i en descripcions bibliogràfiques similars, per exemple, al catàleg RISM, Ringk va realitzar la seva còpia entre 1740 i 1760. Pel que se sap, Ringk va fer la còpia d'una partitura de Bach el 1730, quan tenia 12 anys. Segons Dietrich Kilian, que va editar BWV 565 per a la New Bach Edition, considera que Ringk va fer la còpia entre 1730 i 1740. En el seu comentari crític per a l'edició revisada ja al segle XXI de la partitura de Breitkopf & Härtel, Jean-Claude Zehnder redueix l'època d'origen del manuscrit cap a inicis de la dècada de 1730, basant-se en una anàlisi de l'evolució de l'escriptura de Ringk. Aleshores Ringk era alumne d'un antic alumne de Bach  Johann Peter Kellner a Gräfenroda, i probablement va copiar fidelment el que el seu professor li va mostrar. Hi ha alguns errors a la puntuació, com ara que els valors de les notes no omplen correctament un compàs. Aquests defectes mostren una negligència habitual en Kellner, que va deixar més de 60 exemples d'obres de Bach.
La portada del manuscrit de Ringk mostra el títol de l'obra en italià com a Toccata con Fuga, i apareix Johann Sebastian Bach com a compositor; també indica la seva tonalitat com a "ex. d. #.", que normalment s'interreta com que l'armadura és la de re menor. Tanmateix, al manuscrit de Ringk els pentagrames no presengten el símbol ♭, que seria la manera habitual d'escriure una peça en re menor. En aquest sentit, al manuscrit de Ringk, la peça està escrita en re, però en mode dòric. Una altra peça de Bach també és coneguda com a Toccata i Fuga en re menor, i també tenia la qualificació de "Dòrica". Va ser la BWV 538, que va rebre el sobrenom de "Dòrica", i s'utilitza sovint per distingir-la de la BWV 565. La majoria de les edicions de partitura de BWV 565 utilitzen l'armadura de re menor, a diferència del manuscrit de Ringk.

### El manuscrit de Ringk
El manuscrit de Ringk no fa servir un pentagrama separat per a la part del pedal, cosa habitual al segle XVIII. Les notes que s'havien de tocar amb el pedal s'indicaven amb "p." al començament de la seqüència. Les edicions impreses de la partitura d'orgue BWV 565 invariablement escriuen la línia del pedal en un pentagrama separat. Al manuscrit de Ringk, el pentagrama superior s'escriu amb la clau de soprano, com era habitual en l'època en què es va originar el manuscrit, on les edicions impreses utilitzen la clau de sol.

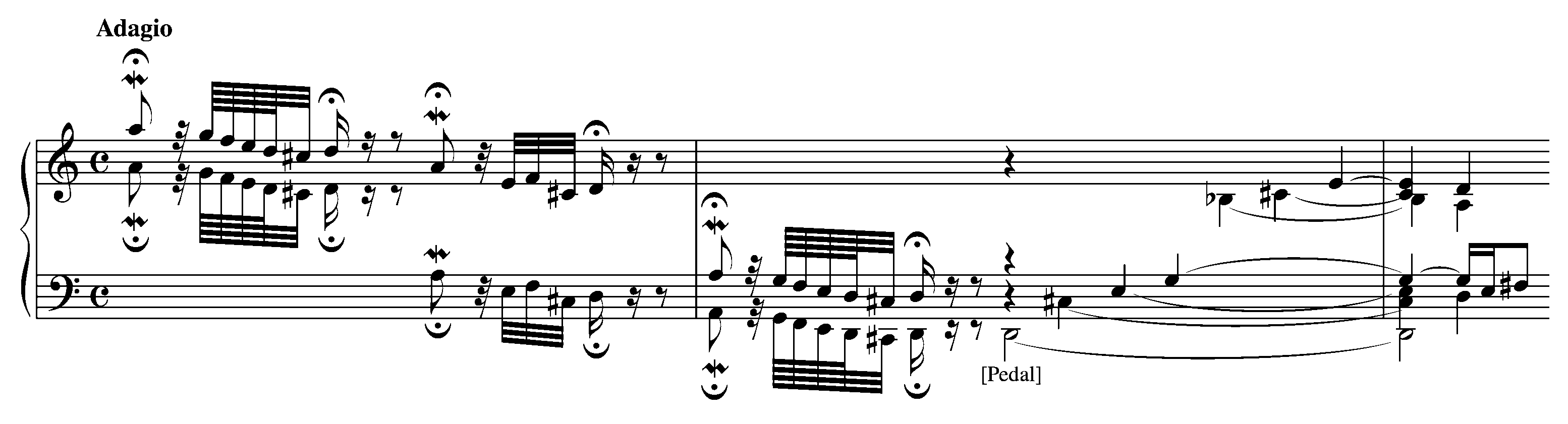
Inici, amb la indicació "Dòrica" de Ringk: el disseny és com el manuscrit de Ringk, a banda de la posició de les fermates i la clau per al pentagrama superior

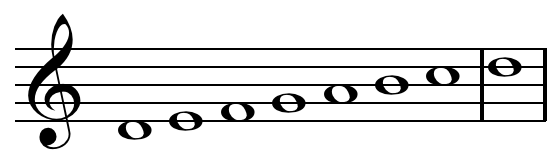
Notació en mode "D Dòrica" utilitzada per Ringk a la BWV 565

Totes les altres còpies manuscrites existents de la partitura daten d'almenys unes dècades més tard. Algunes d'aquestes, escrites al segle XIX, estan relacionades entre elles perquè tenen solucions similars als defectes del manuscrit de Ringk. Els estudiosos discuteixen si aquests es deriven d'un manuscrit anterior independent del de Ringk; possiblement, podrien provenir del cercle de CPE Bach / Johann Friedrich Agricola / Johann Kirnberger. Aquestes còpies gairebé idèntiques del segle XIX, deurien ser la versió que coneixeria Felix Mendelssohn; utilitzen la clau de sol i un pentagrama separat per al pedal.
En general, les còpies posteriors mostren un ús menys excessiu de fermates en els compassos inicials i són més correctes a l'hora de fer que els valors de la nota s'ajustin als compassos, però això també pot ser tant per polir una font defectuosa com per derivar d'una font anterior més neta. En les còpies posteriors l'obra s'anomena per exemple "Adagio" i "Fuga" (per a les parts respectives de l'obra), o "Toccata" per a l'obra en conjunt.
El nom "Toccata" és probablement una addició posterior, semblant al títol de Toccata, Adagio i Fuga, BWV 564, perquè a l'època barroca aquestes peces d'orgue s'anomenarien més comunament simplement Preludi (Praeludium, etc.) o Preludi i Fuga. La còpia de Ringk abunda en marques de tempo italianes, fermates (un tret característic de les còpies de Ringk) i punts staccato, característiques molt inusuals per a la música alemanya anterior a 1740.

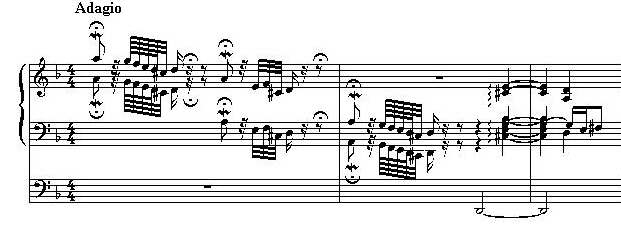
L'inici, amb la notació en re menor, amb la part del pedal en un pentagrama separat. També, hi ha l'arpegi a la segona meitat del segon compàs adaptat a la notació moderna.

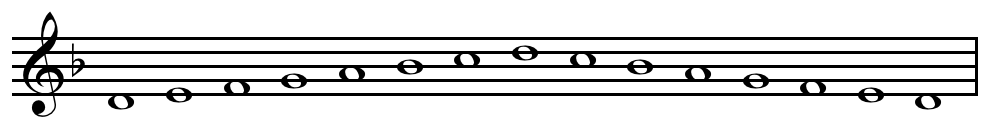
Re menor: notació habitual amb una ♭ a l'armadura.

Hi ha dues escoles d'orgue alemanyes: la de l'Alemanya del nord (per exemple, Dieterich Buxtehude) i la d'Alemanya del sud (per exemple, Johann Pachelbel). La composició té característiques estilístiques d'ambdues escoles; però el stylus phantasticus i altres característiques són més habituals en el nord d'Alemanya. No obstant això, els nombrosos trams del recitatiu són rares en les obres de compositors del nord i poden haver-se inspirat en Johann Heinrich Buttstett,  un alumne de Pachelbel; les poques obres que han sobreviscut, especialment el seu Preludi i Capriccio en re menor, mostren característiques similars. Un passatge de la fuga de BWV 565 és una còpia exacta d'una frase d'una de les fantasies en re menor de Johann Pachelbel, i la primera meitat del tema també es basa en aquest passatge de Pachelbel. En aquell moment, però, era pràctica habitual crear fugues sobre temes d'altres compositors.
- pg 1
- pg 2
- pg 3
- pg 4
- pg 5
- pg 6

### L'obra en les biografies de Bach
A la biografia de Bach de Johann Nikolaus Forkel de principis del segle XIX, l'obra no es menciona. Forkel probablement ni tan sols coneixia la composició. A la biografia de C.L. Hilgenfeldt només apareix entre les obres publicades. Hilgenfeldt considera que la Toccata i la Fuga en Fa major és d'entre totes les tocates per a orgue de Bach, la més destacada. A la biografia de Bach de Karl Hermann Bitter de 1865, la BWV 565 només apareix en un apèndix.
El 1873, Philipp Spitta va dedicar una mica menys d'una pàgina a l'obra del primer volum de la seva biografia de Bach. Va suposar que l'obra va ser escrita el primer any del segon període de Weimar de Bach (1708–1717). Va veure més característiques del nord d'Alemanya (l'estil inquiet de Buxtehude) en la forma de la Toccata, en lloc de l'estil alemany del sud (l'enfocament senzill i tranquil de Pachelbel). Spitta va considerar la fuga "particularment adequada per a l'orgue, i especialment eficaç en la part del pedal". La seva descripció de la peça fa referència a llargues seccions que són exagerades: "passatges que no tenen cap connexió amb la idea principal" i recitatius d'orgue que s'alternen amb "una massa d'acords pesants i cridaners". Spitta va comparar algunes frases de la Toccata i la Fuga amb una altra obra primerenca, la ''Fuga en Sol menor, BWV 578''.
Spitta també detecta una figura rítmica que apareix breument a la part final de l'obra (compàs 137) que, molt elaborada, reapareix en el Preludi en la menor, BWV 922, per a teclat, obra que suposa que va ser composta cap a l'any 1710. A la biografia de Reginald Lane Poole de 1882, l'obra torna a ser només enumerada. A la primera versió de 1905 de la seva biografia de Bach, Albert Schweitzer no parla de la BWV 565 en el capítol sobre les obres d'orgue. A la biografia d'André Pirro de 1906, les tocates d'orgue de Bach només s'esmenten com a grup. Considera que cap d'ells va ser escrita abans dels anys posteriors de Bach a Weimar (més a prop del 1717 que del 1708).
Fins a aquest punt, cap dels biògrafs sembla haver parat atenció especial a la BWV 565. Si s'esmenta, apareix o es descriu juntament amb altres composicions per a orgue, però està lluny de ser considerada la millor o la més famosa de les composicions per a orgue de Bach, o fins i tot de les seves tocates. Tanmateix, això estava a punt de canviar. El 1908, Schweitzer va reelaborar la seva biografia per a la seva primera edició alemanya. En aquella edició assenyala l'obra com a "coneguda". Després d'enumerar diverses obres per a orgue en què Bach es va mostrar alumne de Buxtehude, Frescobaldi i diversos compositors italians contemporanis, Schweitzer descriu la Toccata i la Fuga en Re menor com una obra en la qual el compositor arriba a un domini independent:
| « | En la Tocata i fuga en re menor, l'esperit fort i ardent ha assolit finalment les lleis de la forma. Un sol pensament de fons dramàtic uneix l'atrevit treball de passatge de la tocata, que sembla amuntegar-se com ona sobre ona; i en la fuga, els passatges intercalats en acords trencats només serveixen per fer el clímax encara més potent. | » |

A la biografia sobre Bach de Hubert Parry (1909), l'obra es qualifica de "ben coneguda" i "una de les obres [de Bach] més efectives en tots els sentits". Descriu la Toccata com a "brillantament rapsòdica", segueix més o menys Spitta en la descripció de la fuga, i està més impressionat per la coda: "Seria difícil trobar un passatge final més imponent o més absolutament adaptat a les exigències de la instrument que aquesta coda". A part de veure la influència de Buxtehude, compara el tema de la fuga amb el tema de la fuga de Preludi i fuga en si menor, BWV 544, i la considera una obra tardana.
En el primer volum de la seva biografia de Bach de 1979, Alberto Basso anomena la BWV 565 com a "famosissimo" (la més famosa) i "celebratissima" (la més celebrada), sostenint que la popularitat d'aquestes obres depenen totalment d'aquesta composició. Ho veu com una obra de joventut, composta abans de 1708, que amb la seva fuga poc desenvolupada és estilísticament eclèctica però unificada, sense trencar la continuïtat. El vincula amb l'escola del nord, i esmenta Tausig, Busoni i Stokowki com a influència en la seva trajectòria. Basso adverteix que no s'identifica massa en la composició. Sent que pot estar a l'abast de tothom, però no és ni un encantament, ni carregada de simbolisme i encara menys una suma de qualsevol cosa.
A la seva biografia de Bach de 1999, Klaus Eidam dedica unes quantes pàgines a aquesta Toccata i Fuga. La considera una obra primerenca, probablement composta per a provar les qualitats tècniques d'un nou orgue. Considera que el crescendo que es desenvolupa a través dels arpegis, augmentant gradualment fins a l'ús de centenars de tubs al mateix temps, pot mostrar exactament en quin punt el sistema de vent de l'orgue podria arribar a ser inadequat. Segons la seva opinió, algunes de les característiques més inusuals de la peça es poden explicar com a resultat de la capacitat de Bach com a provador d'orgues.
Christoph Wolff, a la seva biografia de Bach de l'any 2000, veu la BWV 565 com un dels primers treballs. Segons la seva opinió, és "tan refrescantment imaginativa, variada i exuberant com estructuralment indisciplinada i indomable".

### Que hi ha en llibres sobre obres per a orgue de Bach?
Abans de la seva biografia de Bach de 1906, André Pirro ja havia escrit un llibre sobre les obres d'orgue de Bach. En aquest llibre va dedicar menys d'una pàgina a la BWV 565, i la considera una mena de música de programa que representa una tempesta, incloent esclats de llamps i rebombori de trons. Pirro suposa que Bach va tenir èxit amb aquesta música a les corts alemanyes més petites que va visitar. Amb tot, jutja la música com a superficial, no més que un trampolí en el desenvolupament de Bach.
A principis de la dècada de 1920, Harvey Grace va publicar una sèrie d'articles sobre les obres d'orgue de Bach. Considera que les notes de la peça no són massa difícils de tocar, però que un organista que interpreta l'obra es veu principalment interpel·lat per la interpretació. Dona consells sobre com executar l'obra perquè no soni com una "revolta sense sentit". Descriu la fuga com a esvelta i senzilla, però només un "exemple molt esquemàtic de la forma". En la seva descripció de la peça, Grace es refereix a Pirro, elaborant l'analogia de la "tempesta" de Pirro, i com Pirro, sembla convençut que Bach va anar de gira amb la peça. Els seus suggeriments per al registre de l'orgue fan comparacions amb com la peça seria interpretada per una orquestra.
El 1948, Hermann Keller va escriure que la Toccata i la Fuga no era característica de Bach, però tanmateix portava algunes de les seves marques distintives. La seva descripció de la peça es fa ressò d'analogies de tempesta anteriors. Keller veu els passatges a l'uníson dels compassos inicials com "descendint com un llamp, el llarg tros dels acords trencats del ple de l'orgue, i la tempestuosa ondulació dels tresets".
El 1980, Peter Williams va escriure sobre la BWV 565 al primer volum del seu llibre The Organ Music of JSBach. L'autor adverteix contra la sobreinterpretació numerològica com la de Volker Gwinner. Moltes parts de la composició es descriuen com a típiques de Bach. Williams veu coincidències estilístiques amb Pachelbel, amb l'escola d'orgue del nord d'Alemanya i amb l'escola italiana de violí, però també veu diverses característiques inusuals de la composició. Williams qüestiona l'autenticitat de la peça, basant-se en les seves diverses característiques inusuals, i elabora la idea que la peça pot tenir un avantpassat en una versió per a violí. L'edició reelaborada d'aquest llibre, en un volum, va aparèixer l'any 2003 i dedica més pàgines a discutir l'autenticitat i les possibles versions anteriors de la BWV 565. Mentrestant, Williams havia escrit un article de 1981 sobre l'autenticitat de la BWV 565; això va tenir continuïtat amb nombroses publicacions d'altres especialistes sobre el mateix tema. 
J.S.Bach as Organist, una col·lecció d'assajos de 1986 editada per George Stauffer i Ernest May, on es parla de la registració que Bach hauria utilitzat per a la BWV 565.

### Edicions de la partitura
El 1833, la BWV 565 es va publicar per primera vegada, en el tercer dels tres conjunts de composicions per a orgue "poc conegudes" de Bach. L'edició va ser concebuda i revisada en part per Felix Mendelssohn, que ja tenia la BWV 565 al seu repertori el 1830. El 1846, CF Peters va publicar la Toccata con Fuga com a número 4 en el seu quart volum de composicions per a orgue de Bach. El 1867, la Bach Gesellschaft la va incloure al volum 15 de la seva edició completa de les obres de Bach. Novello va publicar l'obra el 1886 com a número 1 en el seu sisè volum d'obres per a orgue de Bach.
A principis dels anys 1910, Albert Schweitzer va col·laborar amb Charles-Marie Widor per compilar una edició completa de les composicions per a orgue de Bach, publicades per Schirmer. L'any 1912 es va publicar BWV 565 en el segon volum, que contenia obres del "primer període mestre" de Bach. A l'inici de la Primera Guerra Mundial, Augener va tornar a publicar l'edició de finals del segle XIX de l'obra de William Thomas Best al volum 2 de la seva edició completa de les obres per a orgue de Bach.
A partir de 1950, quan es va publicar el Bach-Werke-Verzeichnis, ja no calia indicar la Toccata i la fuga en re menor com a "Peters Vol. IV, núm. 4", com a "BGA Volum XV p. 267", com a "Novello VI, 1", o sense el "Dòrica", per distingir-la de la Toccata i Fuga amb la mateixa tonalitat. Des d'aleshores l'obra ha estat simplement la BWV 565, i l'altra, l'anomenada "Dòrica", és la BWV 538. El 1964, la New Bach Edition va incloure la BWV 565 a la sèrie IV, volum 6, amb un comentari crític publicat al volum 5 (1979). Dietrich Kilian, l'editor d'aquests volums, explica en la introducció al vol. 6 que la New Bach Edition prefereix mantenir-se a prop de fonts primerenques autoritzades per a les seves presentacions de partitures. Per a la BWV 565, això significa mantenir-se a prop del manuscrit de Ringk. En conseqüència, el nom de la peça es va tornar a posar en italià com a Toccata con Fuga, i la peça es va escriure de nou en D Dòrica (és a dir, sense el ♭). Tanmateix, es van mantenir convencions més modernes pel que fa a l'ús de la clau de sol en el pentagrama superior i l'ús d'un pentagrama separat per al pedal.
Un facsímil del manuscrit de Ringk es va publicar l'any 2000. Al segle XXI, el facsímil va estar disponible en línia, així com diversos fitxers descarregables d'edicions impreses anteriorment. El 2010, Breitkopf & Härtel van iniciar una nova edició de les obres per a orgue de Bach, amb la BWV 565 que apareix en el seu quart volum.

## Estructura i interpretació
La BWV 565 presenta una estructura simplificada típica del nord d'Alemanya amb una obertura lliure (tocata), una secció fugal (fuga) i una breu secció final més lliure.

### Toccata
| Inici de la toccata                                                 |
|                                                                     |
| intrepretada a l'orgue Flentrop, de l'Oberlin Conservatory of Music |
|                                                                     |

La Toccata comença amb una floritura d'una sola veu a les gammes superiors del teclat, doblada a l'octava i ornamentada amb un mordent inferior. A continuació, gira en espiral cap a la part inferior, on apareix un acord de setena disminuït (que en realitat implica un acord dominant amb una novena menor contra un pedal de la tònica), amb una nota a la vegada. Això es resol en un acord de re major:
| \new Score << \new PianoStaff << \new Staff \with { \magnifyStaff #3/4 } << \new Voice \relative c''' { \set PianoStaff.connectArpeggios = ##t \override Score.NonMusicalPaperColumn #'line-break-permission = ##f \tempo Adagio \voiceOne a8 \fermata \mordent b,32 \rest g'64 f e d cis32 d16 b \rest b8 \rest \fermata a \fermata \mordent b32 \rest e, f cis d16 b' \rest b8 \rest \fermata \| s2. \oneVoice <bes, cis e>4 ~ \arpeggio <bes cis e>4 d } \new Voice \relative c'' { \voiceTwo a8 \fermata \mordent s32 g64 f e d cis32 d16 s8. s2 \| s1 s4 a } >> \new Staff \with { \magnifyStaff #3/4 } << \new Voice \relative c' { \clef "bass" s2 a8 \fermata \mordent d,32 \rest e f cis d16 d \rest d8 \rest \fermata \| \voiceOne a'8 \fermata \mordent d,32 \rest g64 f e d cis32 d16 d16 \rest d8 \rest \fermata d4 \rest <cis e g>4 ~ \arpeggio \| <cis e g> ~ g'16 e fis8 } \new Voice \relative c { \voiceTwo s1 a8 \fermata \mordent s32 g64 f e d cis32 d16 s8. s2 \| s4 d'4 } >> >> \new Staff \with { \magnifyStaff #3/4 } \relative c, { \clef "bass" R1 \| r2 d ~ \| d } >> |

Segueixen tres passatges curts, en els que cadascun reitera un motiu breu i doblat a l'octava. La secció acaba amb un acord de setena disminuït que resol en la tònica, re menor, a través d'una floritura.
La segona secció de la Toccata és una sèrie de figuracions i floritures poc connectades; el pedal canvia a la tonalitat dominant, la menor. Aquesta secció continua amb la tercera i darrera secció de la Toccata, que consisteix gairebé íntegrament en un passatge duplicat a la sexta i que inclou reiteracions de la mateixa figura de tres notes, similars als passatges duplicats de la primera secció. Després d'un breu moviment de pedals, la peça acaba amb un acord de re menor.

### Fuga
El tema de la fuga a quatre veus està format íntegrament per semicorxeres, amb un punt de pedal implícit davant d'un breu tema melòdic que primer és descendent i després ascendent. Aquestes figures violinistiques es troben amb freqüència en la música barroca i en la de Bach, tant en temes de fuga com a material en peces no imitatives. De manera sorprenent, la resposta està en la tonalitat de la subdominant, en lloc de la de la dominant, que és molt típic. Tot i que tècnicament és una fuga a quatre veus, la majoria de les vegades apareixen només tres veus, i alguns dels interludis només amb dues, o fins i tot una veu (però amb la notació com si fossin dues). Tot i que només s'utilitza una harmonia triàdica senzilla al llarg de la fuga, hi ha una inesperada entrada del tema en do menor i, a més, una exposició del tema amb el pedal solista, una característica única per a una fuga barroca. Immediatament després de l'entrada final de ll tema, la fuga es resol en un acord en Si♭ major sostingut.

### Coda
Segueix una coda multisecció, amb la indicació de Recitativo. Tot i que només té 17 compassos, progressa a través de cinc canvis de tempo. Els últims compassos es toquen Molto adagio, i la peça acaba, curiosament, amb una cadència plagal menor.

### Interpretació
La durada de l'execució sol ser d'uns nou minuts, però existeixen temps d'execució més curts (p. ex. 8:15) i temps d'execució superiors als 10:30. La primera secció de la peça, la Toccata, representa una mica menys d'un terç del temps total.
Com era una pràctica habitual per a la música alemanya del segle xvii, no s'especifica la registració de l'orgue, i les opcions dels intèrprets varien des de solucions simples com a l'organo pleno fins a d'extremadament complexes, com les descrites per Harvey Grace.

## Una obra molt difosa
Durant el primer segle de la seva existència, la història de la Toccata i Fuga en re menor es resumeix en salvar-se de l'oblit; probablement no hi ha més d'una còpia manuscrita. Un segle després, es passa de la seva primera publicació com a una composició d'orgue poc coneguda de Johann Sebastian Bach a convertir-se en una de les obres de referència del compositor. Uns tres segles després de ser composta, ha passat a ser, per una banda, la peça d'orgue més enregistrada de Bach; per l'altra, és una composició amb un origen molt poc clar.
Mendelssohn va dir d'ella que "al mateix temps aprens i alguna cosa és popular". Posteriorment es va publicar una transcripció per a piano força reeixida durant la segona meitat del segle xix. Però no va ser fins al segle XX que va superar la notabilitat mitjana d'una peça d'orgue de Bach. L'aparició de l'obra, en una transcripció orquestral de Leopold Stokowski, a la pel·lícula de Walt Disney Fantasia (1940) va contribuir a la seva popularitat. I també, en aquesta època, alguns experts van començar a dubtar seriosament de la seva atribució a Bach.

### Concerts i enregistraments

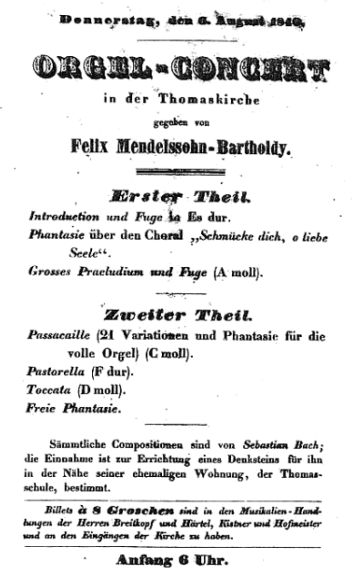
Programa del concert per a orgue de Mendelssohn de 1840: la BWV 565 apareix com a darrera peça de Bach, abans de la "Freie Phantasie", que va ser una improvisació de Mendelssohn.

La primera gran actuació pública va ser la de Mendelssohn, el 6 d'agost de 1840, a Leipzig. El concert fou molt ben rebut per la crítica, entre elles la de Robert Schumann, que va admirar la famosa obertura de l'obra com a exemple del sentit de l'humor de Bach. Franz Liszt va incorporar la peça al seu repertori d'orgue. Va utilitzar la parada de glockenspiel dels tresets del Prestissimo a la secció inicial, i la parada del registre de quintadena per a les notes repetides als compassos 12–15.
L'obra fou enregistrada per primera vegada (en forma abreujada com a "Toccata and Finale") per John J. McClellan a l'orgue del Salt Lake Tabernacle de Salt Lake City a finals d'agost o principis de setembre de 1910 per la Columbia Graphophone Company, que la va publicar als Estats Units. el 1911 al disc Columbia de 10 polzades A945 i al Regne Unit al disc Columbia-Rena 1704, que és un dels primers enregistraments comercials amb orgue de tubs. El 1926, la versió per a orgue de la BWV 565 es va enregistrar amb discos de 78 rpm. En un programa de concerts de 1928, Schweitzer va indicar la BWV 565 com una de les composicions "més conegudes" de Bach, considerant que era una obra juvenil. El primer enregistrament de la peça de Schweitzer es va publicar el 1935. El 1951, va tornar a enregistrar l'obra.
A la dècada de 1950, es va publicar un enregistrament d'Helmut Walcha tocant BWV 565 a l'orgue. En això, i en els llançaments posteriors dels enregistraments de Walcha de BWV 565 a Deutsche Grammophon (DG), hi ha una evolució òbvia de l'obra des de composicions per orgue "una entre moltes" de Bach a una peça definitiva del compositor. Als primers llançaments d'Archiv Produktion, la llista de la màniga contenia les composicions d'orgue en l'ordre en què apareixien a l'enregistrament sense distinció; a la dècada de 1960, BWV 565 va començar a figurar primer; a la dècada de 1980, la mida de la lletra per a BWV 565 era més gran que la de les altres composicions; i a la dècada de 1990, l'enregistrament de la peça de Walcha el 1963 es va convertir en l'única peça de Bach inclosa al CD Classic Mania de DG amb cançons populars de diversos compositors clàssics. De la mateixa manera, les mànigues dels àlbums dels enregistraments de BWV 565 de Marie-Claire Alain als anys seixanta van incloure la peça amb el mateix tipus de lletra que les altres obres enregistrades, però als anys vuitanta estava en una font més gran. Les companyies discogràfiques nord-americanes semblaven més ràpides a l'hora de presentar BWV 565 com la peça d'orgue més coneguda de Bach. L'any 1955, E. Power Biggs va gravar la Toccata 14 vegades, va tocar en diferents òrgans europeus, i Columbia va publicar aquests enregistraments en un únic àlbum.

Hans-Joachim Schulze descriu la força de la peça en una funda de disc:
Aquí hi ha un poder elemental i il·limitat, en curses ascendents i descendents impacients i masses d'acords rodolant, que només amb dificultat disminueix el suficient per donar lloc a la lògica i a l'equilibri de la fuga. Amb la repetició de la Toccata inicial, la idea dramàtica arriba al seu punt culminant envoltada d'escales voladores i amb un final d'una gran sonoritat.
Entre els organistes que han enregistrat la BWV 565 més d'una vegada hi ha Jean Guillou, Lionel Rogg i Wolfgang Rübsam. Alguns músics, com Karl Richter, que no enregistraven concerts d'orgue habitualment, van incloure la BWV 565 en les seves antologies. A finals de segle, centenars d'organistes havien enregistrat la BWV 565.
Al segle XXI, diversos enregistraments de la BWV 565 van estar en l'accés en línia, com un enregistrament inclòs en el projecte Bach Organ Works de James Kibbie i la retransmissió de la interpretació de John Scott Whiteley per a BBC TV l'any 2001.

### Arranjaments per a piano
Aquesta Toccata i fuga de Bach no es va interpretar exclusivament a l'orgue. La portada de la primera publicació de l'obra ja indicava que era possible la interpretació al piano per part d'un o dos intèrprets. De 1868 a 1881, la transcripció per a piano de Karl Tausig de la Toccata i la Fuga en re menor es va interpretar quatre vegades a la Gewandhaus de Leipzig. Es van publicar moltes més transcripcions per a piano, per exemple la de Louis Brassin, Ferruccio Busoni, Alfred Cortot i Max Reger en transcripcions tant per a piano a dues mans com per a quatre mans.
La versió de Tausig de l'obra va ser enregistrada en rotlles de pianola diverses vegades durant les primeres dècades del segle xx. A mitjans de la dècada de 1920, Marie Novello va gravar la versió per a piano de Tausig en discos de 78 rpm. L'enregistrament el 1931 de Percy Grainger al piano, basat en les transcripcions de Tausig i Busoni, va ser transcrita a partitura per Leslie Howard, i després enregistrada per altres artistes. Ignaz Friedman va enregistrar la versió per a piano que havia publicat el 1944. Des de la dècada de 1950 fins a les primeres dècades del segle XXI, hi va haver mitja dotzena d'enregistraments de la versió per a piano de Tausig, i desenes de la de Busoni.

### Arranjaments per a orquestra simfònica
| 1ª part |
| |
| |
| |
| 2ª part |
| |
| L'orquestració de Stokowski interpretada per ell mateix i per la Philadelphia Orchestra, reedició a dues cares d'un disc de 78 rpm a finals dels anys vint |
| |

Gairebé al mateix temps que Grace feia comparacions amb una versió orquestral en els seus suggeriments interpretatius, Edward Elgar estava produint orquestracions de dues peces per a orgue de Bach, que no incloïen la BWV 565. A Elgar no li va agradar especialment l'obra, ni els comentaris brillants de Schweitzer al respecte.
El 1927, Leopold Stokowski va enregistrar la seva orquestració de la BWV 565 amb l'Orquestra de Filadèlfia. La partitura es va publicar el 1952. Aviat la idea va ser emulada per altres músics. El 1928 Henry Wood (pseudònim de "Paul Klenovsky") en va fer una orquestració que es va presentar al Carnegie Hall. A mitjans de la dècada de 1930, Leonidas Leonardi havia publicat la seva orquestració, i l'orquestració d' Alois Melichar es va enregistrar el 1939.
El 1947, Eugene Ormandy va gravar la seva amb l'Orquestra de Filadèlfia. Altres orquestracions de la peça van ser les de Fabien Sevitzky, René Leibowitz (1958), Lucien Cailliet (1967) i Stanisław Skrowaczewski (1968).

### La BWV 565 com a música en pel·lícules

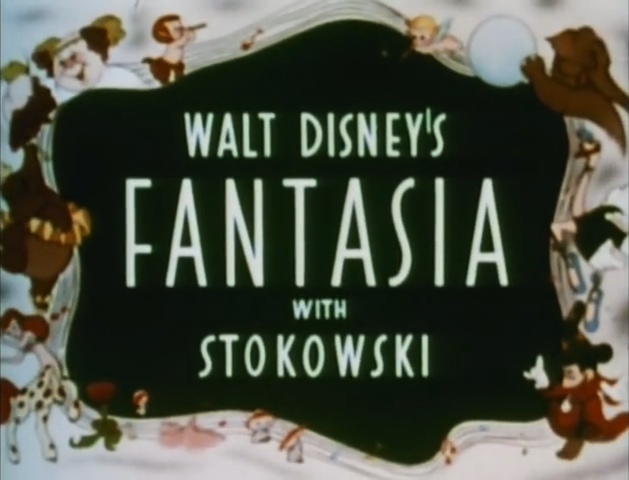
Tràiler de la pel·lícula de Dysney, Fantasia

La BWV 565 es va utilitzar com a música de cinema molt abans de l'era del cinema sonor, convertint-se en un tòpic per a il·lustrar l'horror o la maldat. Els seu ús en el cinema sonor es remunta a la pel·lícula de 1931 Dr. Jekyll and Mr. Hyde i a la pel·lícula de 1934, The Black Cat.
A partir de 1936, va haver-hi un enfocament diferent en l'ús de la BWV 565 en el cinema. Oskar Fischinger havia utilitzat anteriorment el Tercer Concert de Brandenburg de Bach per acompanyar animacions abstractes i va suggerir a Stokowski que la seva versió orquestral de la BWV 565 es pogués utilitzar de la mateixa manera. Més tard, el 1937, mentre es trobaven a Califòrnia, Stokowski i Disney van discutir la idea de fer un curtmetratge d'animació de L'aprenent de bruixot de Dukas per a Disney Studios, amb la intenció d'introduir la música clàssica a un públic més jove i ampli. Similar en esperit a la popular sèrie de Silly Symphonies, el curtmetratge va resultar costós de produir. Tanmateix, començant per la Toccata i la fuga i L'aprenent de bruixot, Stokowski, Disney i el crític musical Deems Taylor van triar altres composicions per incorporar-les al projecte cinematogràfic, conegut com "The Concert Piece". Quan Fantasia es va estrenar el 1940, les animacions que acompanyaven la BWV 565 s'havien fet semi-abstractes, tot i que es va conservar la idea original de Fischinger en que la interpretació de la música comença mostrant a Stokowski dirigint la seva orquestra. Taylor inicia la seva narració amb: "El que veuran són els dissenys, les imatges i les històries del que la música va inspirar en la ment i la imaginació d'un grup d'artistes". L'obra inicial, la "Toccata i fuga", és una música absoluta —música que existeix per si mateixa— però s'intentarà representar el que pot passar a la ment de qui l'escolta. "Al principi ets més o menys conscient de l'orquestra", explica Taylor, "així que la nostra imatge s'obre amb una sèrie d'impressions del director i dels intèrprets. Aleshores la música comença a suggerir altres coses a la teva imaginació –oh, només masses de color, o formes de núvols, o ombres vagues, o objectes geomètrics que suren a l'espai". A l'estrena cinematogràfica de la pel·lícula de RKO el 1942, la Toccata i Fuga es va tallar completament, només per tornar a aparèixer en una reestrena el 1946. Fantasia va contribuir significativament a la popularitat de la Toccata i la Fuga.
La pel·lícula de 1950 Sunset Boulevard va utilitzar la BWV 565 com una broma de referència dins el gènere de terror. L'obra ha aparegut en moltes altres pel·lícules, inclosa 20.000 llegües sota el mar (1954), en què és interpretada pel capità Nemo a l'orgue del Nautilus, abans de l'atac implacable i aparentment desmotivat del submarí contra un vaixell. La BWV 565 també va aparèixer a La Dolce Vita de Fellini (1960). L'adaptació cinematogràfica de 1962 de The Phantom of the Opera va utilitzar la BWV 565 en el sentit de suspens i terror.Huckvale, David (2010). Touchstones of Gothic Horror: A Film Genealogy of Eleven Motifs and Images.</ref> S'utilitza "sense ironia i amb un esperit apocalíptic actualitzat a partir d'implicacions gòtiques anteriors" al començament i al final de la pel·lícula de ciència-ficció distòpica Rollerball (1975). Escurçada a dos minuts de durada, la BWV 565 es va utilitzar com a tema introductori de l'animació francesa Once Upon a Time... Man, de 26 episodis, entre 1978 i 1981.
Ennio Morricone es va inspirar en la partitura de la BWV 565/1 en un tema de la pel·lícula de 1965 Per qualche dollaro in più de Sergio Leone. Morricone el va utilitzar en el tema de la trompeta "La resa dei conti" seguint el mordent inicial de l'inici de la Toccata. El tiroteig de vaquers amb Gian Maria Volonté té lloc en una església desconsagrada, convertida en una cort de porcs, on el tema s'escolta tocat en un orgue. Segons Miceli (2016), "És […] difícil establir què va portar el compositor a citar Bach; potser la tonalitat compartida de re menor va portar a la idea de l'orgue, mentre que la petita església podria haver-hi acollit com a molt un harmonium deteriorat, per a un músic de formació clàssica. De tota manera, una referència flagrant a un dels llocs comuns més usats de l'art musical occidental –sens dubte el més conegut de la producció de Bach (tot i que la seva autoria s'ha discutit des de fa temps) –xoca amb la suposada intenció de retre homenatge al mestre d'Eisenach”. En el seu llibre autobiogràfic escrit amb De Rosa (2019), Morricone va escriure que: "El ritual de la mort realitzat en una església em va convèncer d'utilitzar la referència de Bach i de l'orgue. Els gestos de Volonté en aquesta seqüència em van recordar algunes pintures de Rembrandt i Vermeer, que a Leone li agradaven. Aquells artistes van viure en una època propera a Bach, i amb la meva música vaig decidir tenir present aquest passat".

### L'obra en altres contextos artístics
El 1935, Hermann Hesse va escriure un poema sobre l'obra, Zu einer Toccata von Bach, que va contribuir a la seva fama.
Els enregistraments de la BWV 565 que han aparegut a les llistes de música popular inclouen l'enregistrament inspirat en el rock, Sky, l'any 1980 (núm. 83 a Billboard Hot 100, núm. 5 a la llista de singles del Regne Unit) i l'enregistrament per a violí de Vanessa-Mae de 1996 (núm. 24) a les llistes de Billboard). El 1993, Salvatore Sciarrino va fer un arranjament per a flauta solista, enregistrat per Mario Caroli. Una versió per a trompa solista va ser arranjada per Zsolt Nagy i ha estat interpretada per Frank Lloyd. A mitjans de la dècada de 1990, Fred Mills, aleshores trompetista de Canadian Brass, va realitzar una adaptació per a quintet de metall que es va convertir en un estàndard mundial per a conjunts de metalls.  L'èxit de 2 Unlimited de 1994 "The Real Thing" utilitza la BWV 565 i, en una llista publicada per Classic FM i PRS for Music, es va revelar que es trobava entre els senzills pop més venuts que incorporen música clàssica.

## Opinions contradictòries sobre l'obra
La composició tant s'ha arribat a considerar "particularment adequada per a l'orgue" com "sorprenentment poc organística". Tant s'ha vist com a una unitat sota un únic pensament fonamental, com també hi ha fragments que no tenen cap connexió amb la idea principal". Se la reconeix com "plenament virtuosista" però també que "no és tan difícil com sembla". S'ha l'ha descrit com una mena de música programàtica que representa una tempesta, però també com el contrari, com una música pura, ben al contrari de la música descriptiva. Se l'ha considerat com una emanació de l'estil galant, però massa dramàtica per a agrupar-la sota aquest estil. S'ha dit que podria haver estat composta al voltant de 1704,  però altres la situen en la dècada de 1750.  Les seves característiques l'han associada amb algunes composicions existents de Bach (BWV 531, 549a, 578, 911, 914, 922 i amb diverses de les sonates i partites per a violí sol ), i també d'altres compositors com Nicolaus Bruhns i Johann Heinrich Buttstett. També se la relaciona amb versions anteriors no localitzables per a altres instruments i/o per altres compositors. Se l'ha considerat massa simplista perquè l'hagués escrita Bach i, alhora, té una genialitat massa evident per haver-la compost algú que no fos Bach.
El que queda és "l'obra d'orgue més famosa que existeix", que en el seu ascens a la fama va ser ajudada per diversos arranjaments, incloent-hi escenaris de piano rimbombants, versions per a orquestra simfònica completa, i escenaris alternatius per a més. instruments solistes modestos. 

### Autoria de l'obra i reconstruccions
Una certa inquietud pel que fa a l'autoria de la BWV 565 havia existit molt abans dels anys vuitanta. Des de Hilgenfeldt el 1850, fins a Elgar als anys 20, passant per Basso a finals dels 70, l'extraordinària popularitat de la peça sembla haver agafat per sorpresa a estudiosos i músics. De la profecia de Mendelssohn que era una música tant per als erudits com per a la resta de la gent, només la darrera part s'havia complert. Alguns estudiosos que van analitzar el contrapunt de la composició van considerar que no era estàndard. Van dir que estilísticament s'acostava massa a l'estil galant de finals del segle XVIII per ser una composició de principis del segle XVIII. El seu suposat període de composició va canviar. Alguns consideraven que la composició era massa moderna per haver estat composta per un Bach jove, o massa simple per haver estat composta per un Bach madur. Tot i que molts comentaristes han invocat el geni de Bach per explicar la modernitat dislocada en una composició immadura, un nombre creixent d'experts es sentien insatisfets amb una explicació tan intangible.
En un article de 1981, Peter Williams va revisar les especulacions, a partir de les quals va trobar una manera de sortir de l'enigma, proposta que ja apareix en el seu llibre de 1980 sobre les composicions per a orgue de Bach:
- La peça va ser composta originalment per a violí, no necessàriament per Bach (això explicaria la seva "simplicitat");
- Més tard va ser transcrit per a l'orgue, no necessàriament per Bach (això explicaria la seva "modernitat").

L'anàlisi de les fonts materials de la peça, els seus manuscrits més antics que s'han conservat, encara que no s'havia seguit prou segons alguns estudiosos, es va considerar massa limitada per donar una resposta concloent a aquestes preguntes. El que estava disponible en aquesta part de la investigació es podria explicar de maneres oposades. De la mateixa manera, si l'evidència estilística més elaborada es considerava concloent o simplement circumstancial, depenia de qui intentés demostrar què.
El 1982, David Humphreys va suggerir que la BWV 565 podria haver estat composta i/o arranjada per Kellner, o per algú del cercle proper a Kellner. Però malgrat moltes similituds estilístiques, Kellner va ser descartat 25 anys més tard: "en comparació amb l'estil de Kellner, la BWV 565 s'assembla més a l'estil de JS Bach";"moltes de les peces per a teclat de Kellner van revelar que el seu estil compta amb elements galants pronunciats. ... això contrasta clarament amb l'estil dramàtic de la Toccata BWV 565".
Una composició per a violí de Wilhelm Friedemann, el fill gran de Bach, transcrita a l'orgue per Ringk, s'ha considerat com a una altra font possible. Tanmateix, segons l'anàlisi estadística al segle XXI, és encara menys probable que Wilhelm Friedemann fos el compositor de la Fuga. La mateixa investigació va indicar que grans parts de la fuga eren coherents amb l'estil de Johann Ludwig Krebs, però més de la meitat de la fuga probablement es podria atribuir a JS Bach.
Després de confirmar inicialment els dubtes de Williams sobre l'autoria de la BWV 565, durant la segona dècada del segle XXI, l'anàlisi estadística va deixar la qüestió de l'atribució sense decidir. Ningú havia trobat un compositor més compatible amb l'estil de la Fuga que el mateix Bach. En paraules de Jean-Claude Zehnder, que va mostrar simpatia amb la reconstrucció de la versió per a violí: "La qüestió segueix oberta, malgrat el discurs acadèmic que va començar l'any 1981. Fins a demostrar el contrari, la BWV 565 hauria de ser considerada com una obra de Johann Sebastian Bach". Cap edició de la Bach Werke Verzeichnis no ha enumerat la BWV 565 entre les obres considerades com a espúries o dubtoses, ni l'entrada de l'obra al lloc web del Bach Archiv Leipzig ho qüestiona.

### Qüestions sobre l'atribució
El 1961, Antony Davies va remarcar que la Toccata no apareixia el contrapunt. Cinc anys després, la BWV 565 va ser més qüestionada. Walter Emery va defensar que l'escepticisme era una condició necessària per apropar-se a la història de les composicions per a orgue de Bach, i Friedrich Blume va veure problemes amb la historiografia tradicional de la joventut de Bach.  Roger Bullivant va pensar que la fuga era massa senzilla per a ser de Bach i va veure característiques que eren incompatibles amb el seu estil:
- La conclusió de la peça sobre una cadència plagal menor.
- Una presentació amb el pedal del tema, no acompanyada d'altres veus.
- Trinos en els compassos del 86 al 90

Aquests dubtes sobre l'autoria de la BWV 565 van ser elaborats per Peter Williams en un article de 1981. Les hipòtesis proposades per Williams en aquest article incloïen que la BWV 565 podria haver estat composta després de 1750 i podria haver-se basat en una composició anterior per a un altre instrument, suposadament el violí. Williams va afegir més problemes estilístics als ja esmentats per Bullivant, entre d'altres les octaves paral·leles al llarg de l'obertura de la tocata, les veritables respostes subdominants a la fuga i les harmonies primitives al llarg de la peça, amb els contrasubjectes en la fuga que sovint es mouen per terceres i sextes només. Totes aquestes característiques són úniques o extremadament rares en la música d'orgue de la primera meitat del segle XVIII.
L'any 1995, Rolf Dietrich Claus es va afegir sobre la dubtosa autenticitat de la BWV 565, basant-se principalment en les característiques estilístiques de la peça. Va destacar un altre problema: en el seu primer compàs, la composició conté un Do ♯, una nota que els orgues a l'època de Bach poques vegades tenien, i que Bach gairebé mai utilitzava en les seves composicions per a orgue. En el seu llibre sobre la BWV 565 –que va ampliar el 1998 per a contrarestar algunes de les crítiques que va rebre–, Claus també descarta les opcions d'una versió anterior suggerida per Williams, assenyalant que la tocata era un gènere desconegut per a les composicions solistes de violí de l'època. Diversos assaigs en el John Butt's Cambridge Companion sobre Bach tracten els problemes d'atribució de la BWV 565. Altres biògrafs i estudiosos han deixat de banda aquestes teories d'atribució i sobre versions anteriors, o han justificat les característiques atípiques de la composició indicant que es tractava d'una composició molt primerenca de Bach, probablement escrita durant la seva estada a Arnstadt (1703–1706).
A finals del segle xx, Hans Fagius va escriure:
| « | ... el fet és que la Toccata és sorprenentment poc orgànica i moderna per haver estat escrita per Bach cap al 1705, encara que la forma sigui la de la tocata del nord d'Alemanya. Hi ha, tanmateix, poques peces d'orgue amb tant esperit i empenta, i per què un geni com Bach, amb un gran ànim juvenil, no hauria d'haver produït aquesta obra única, que en alguns aspectes és mig segle abans de la seva època i que podria aconseguir un lloc com una de les composicions més estimades de tota la història de la música? | » |

El debat sobre l'autoria ha continuat durant el segle XXI. Wolff l'anomena un pseudo-problema. Williams va suggerir que la peça podria haver estat creada per un altre compositor que hauria d'haver nascut a principis del segle XVIII, ja que els detalls de l'estil (com ara l'harmonia en triades, els acords escampats i l'ús del pedal solista) poden indicar que es posterior a 1730, o fins i tot amb modismes posteriors a 1750. L'anàlisi estadística realitzada per Peter van Kranenburg l'any 2006 va confirmar que la fuga era atípica per a Bach, però no va poder trobar un compositor amb més probabilitats d'haver-la composta que Bach. David Schulenberg considera que l'atribució de la BWV 565 a Bach és dubtosa. Richard Douglas Jones no pren cap posició respecte a l'autenticitat de la composició. El 2009, Reinmar Emans va escriure que Claus i Wolff tenien punts de vista diametralment oposats sobre la fiabilitat de Ringk com a copista, inspirats en les seves respectives posicions en el debat sobre l'autenticitat, i pensa que aquest tipus d'especulació no és útil.

### Hipòtesi d'una versió anterior i reconstruccions

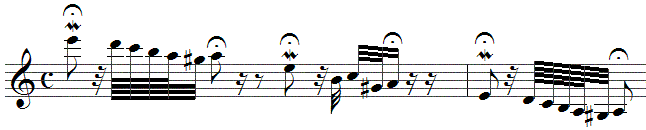
Transposada a la menor i adaptada per a violí, l'obertura ofereix l'oportunitat de descendir per les quatre cordes de l'instrument.

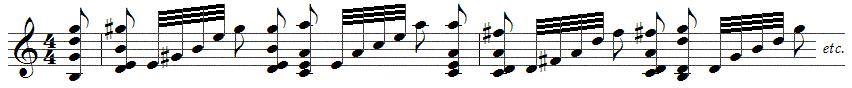
Les parades, no rares en la música per a violí solista del segle XVIII, es podrien haver utilitzat en passatges com aquest, extrets del final.

L'altra hipòtesi elaborada per Williams és que la BWV 565 podria haver estat una transcripció d'una peça de violí solista perduda. Les octaves paral·leles i la preponderància de terceres i sextes poden explicar-se per l'intent d'un transcriptor d'omplir l'harmonia que, si es conserva tal com és, seria inadequadament feble en un orgue de tubs. Això es corrobora pel fet que el tema de la fuga, i alguns passatges (com ara els compassos 12-15), s'inspiren evidentment en la música de corda. Se sap que Bach va transcriure obres de violí solista per a orgue almenys dues vegades: el primer moviment de la Partita en mi major per a violí sol, BWV 1006, va ser convertit per Bach en la part d'orgue solista del moviment d'obertura de la cantata Wir danken dir., Gott, wir danken dir, BWV 29. Bach també va transcriure el moviment de fuga de la Sonata en sol menor per a violí sol, BWV 1001, com a segona meitat del Preludi i fuga en re menor per a orgue, BWV 539.
Aquesta noció va inspirar una nova teoria sobre l'adaptació musical: la reconstrucció. S'han aplicat reconstruccions a diverses altres obres de Bach, amb èxit variable. Jaap Schröder i Simon Standage han interpretat una reconstrucció per a violí. El violinista Andrew Manze va produir la seva pròpia reconstrucció, també en la menor, que ha interpretat i enregistrat. L'any 2000, Mark Argent va proposar una scordatura per a violoncel de cinc cordes. Williams va proposar un violoncel piccolo o un violoncel de cinc cordes com a possibilitats alternatives el 2003. L'estudiós Bruce Fox-Lefriche va crear una nova versió per a violí el 2004. El 2005, Eric Lewin Altschuler va escriure que si la primera versió de la BWV 565 fos escrita per a un instrument de corda, el candidat més probable hauria estat un llaüt.  Una altra versió per a violí va ser creada per Chad Kelly i interpretada per Rachel Podger en el seu àlbum de 2022 Tutta Sola.
El 1997, Bernhard Billeter va proposar que fos una tocata per a clavicèmbal original,  que va ser considerada poc probable per Williams.  Tanmateix, l'argument de Billeter fa que l'autoria de Bach sigui més probable: les tocates de clavicèmbal de Bach (la majoria d'elles obres primerenques) tenen elements simplistes i peculiaritats semblants a la BWV 565. Les primeres obres per a teclat de Bach, especialment les lliures com a Preludis i Toccates, no sempre es poden separar clarament en peces d'orgue i peces de clavicèmbal. Spitta ja havia remarcat la similitud entre un passatge de la BWV 565 i un dels preludis per a clavicèmbal, el BWV 921. Robert Marshall compara els patrons de continuació i seqüències de la Toccata BWV 911, per a clavecí, i el tema de la fuga de la Toccata BWV 914, per a clavecí, amb el mateix de la BWV 565.

## Diverses fonts

### Partitures
| Versió de                                         | Data  | Lloc      | Editor                               | Sèries | Volum | BWV 565                                                                                  |
| ------------------------------------------------- | ----- | --------- | ------------------------------------ | --- | --- | ---------------------------------------------------------------------------------------- |
| Ringk, Johannes                                   |       | Alemanya  | Deutsche Staatsbibliothek (facsímil) | RISM No. 467300997 D-B Mus. ms. Bach p. 595] | Fascicle 8 (pp. 57–64) | Toccata Con Fuga pedaliter ex d # di J. S. Bach                                          |
| Marx, Adolph Bernhard                             | 1833  | Leipzig   | Breitkopf & Härtel                   | Johann Sebastian Bach's noch wenig bekannte Orgelcompositionen: auch am Pianoforte von einem oder zwei Spielern ausführbar | Vol. 3 (of 3) | Núm. 9 Toccata (pp. 12–19)                                                               |
| Griepenkerl, Friedrich Konrad Roitzsch, Ferdinand | 1846  | Leipzig   | C. F. Peters                         | Johann Sebastian Bach's Compositionen für die Orgel | Vol. IV (plate 243) | Núm. 4 (pp. 24 ff.)                                                                      |
| Tausig, Karl                                      |       | Berlin    | Schlesinger                          | | Toccata und Fuge (D moll) für die Orgel (Pedal und Manual) von Johann Sebastian Bach für das Clavier zum Conzertvortrag frei bearbeitet | Toccata (pp. 2–6) – Fuge (pp. 7–15)                                                      |
| Rust, Wilhelm                                     | 1867  | Leipzig   | Breitkopf & Härtel                   | Bach-Gesellschaft-Ausgabe | Band XV: Orgelwerke, Band 1 ("Vorwort")                                                                                                 | Toccata II (pp. 267–75)                                                                  |
| Bridge, John Frederick Higgs, James               | 1886  | London    | Novello & Co                         | The Organ Works of John Sebastian Bach | Book VI: Toccata, Preludes, and Fugues                                                                                                  | Núm. 1 (pp. 2–9)                                                                         |
| Reger, Max                                        | 1896  | London    | Augener                              | Selection of Joh. Seb. Bach's Organ Works transcribed for Pianoforte Duet | Núm. 2: Toccata & Fugue in D minor | Toccata und Fuge (pp. 2–21)                                                              |
| Busoni, Ferruccio                                 | 1899  | Leipzig   | Breitkopf & Härtel                   | Zwei Orgeltoccaten von Joh. Sebastian Bach auf das Pianoforte übertragen (BV B 29) | Núm. 2: Toccata in D moll = D minor = ré mineur (Toccata e fuga)                                                                        | Toccata in D moll (pp. 2–17)                                                             |
| Widor, Charles-Marie Schweitzer, Albert           | 1912  | New York  | G. Schirmer                          | Johann Sebastian Bach. Complete Organ Works: a critico-practical edition in eight volumes provided with a preface containing general observations on the manner of performing the preludes and fugues and suggestions for the interpretation of the compositions contained in each volume | Volume II: Preludes and fugues of the first master period                                                                               | Núm. 15                                                                                  |
| Best, William Thomas Hull, Arthur Eaglefield      | 1914  | London    | Augener                              | Johann Sebastian Bach's Organ Works | Volume II: Preludes, Fugues, Fantasia and Toccatas                                                                                      | pp. 271 ff.                                                                              |
| Friedman, Ignaz                                   | 1944  | Melbourne | Allans Publishing                    | | | Toccata and Fugue (D minor)                                                              |
| Stokowski, Leopold                                | 1952  | New York  | Broude Brothers                      | Symphonic transcription published from the library of Leopold Stokowski. | | Toccata and Fugue in D Minor Arxivat 2008-04-06 a Wayback Machine. (Duration: 9 minutes) |
| Kilian, Dietrich                                  | 1964  | Kassel    | Bärenreiter                          | New Bach Edition, Series IV: Organ Works | Organ Works 6: Preludes, Toccatas, Fantasias and Fugues II – Early Versions and Variants of I and II                                    | Toccata con Fuga in d BWV 565                                                            |
| Mills, Fred Canadian Brass                        | 1990s | US        | Hal Leonard                          | Brass Ensemble | | Toccata and Fugue in D Minor                                                             |
| Zehnder, Jean-Claude                              | 2011  | Leipzig   | Breitkopf & Härtel                   | Complete Organ Works – Breitkopf Urtext | Vol. 4: Toccatas and Fugues / Individual Works – with CD-ROM                                                                            | Núm. 3 Toccata et Fuga in d BWV 565 (pp. 56–65)                                          |
| Notes 1. 2.                                       |       |           |                                      | | |                                                                                          |

### Enregistraments
| Interpretada per                          | Data                 | Lloc                                                             | Emès per                                 | Sèries | Volum | BWV 565                                                                             |
| ----------------------------------------- | -------------------- | ---------------------------------------------------------------- | ---------------------------------------- | --- | --- | ----------------------------------------------------------------------------------- |
|                                           | entre 1902 i 1915    | New York                                                         | The Aeolian Company                      | Rotlle de pianola | Toccata and fugue in D minor arranjada per a piano per C. Tausig | tempo 70; 28,5 cm                                                                   |
| Bloomfield Zeisler, Fannie                | 1912                 |                                                                  | Welte-Mignon                             | Rotlle de pianola | Toccata & Fugue in D minor (Tausig transcription) | (9:19)                                                                              |
| Novello, Marie                            | mitjans- Dècada 1920 | London                                                           | Edison Bell                              | Velvet Face | No. 676: Organ Toccata & Fugue: Pianoforte Solo (Bach, Tausig) | Two 78 rpm disc sides: Pt.<span typeof="mw:Entity" id="mwCiE">&nbsp;</span>1, Pt. 2 |
| Cunningham, G. D.                         | 1926                 | Kingsway Hall, London                                            | His Master's Voice                       | | No. C 1291: Toccata and fugue in D minor | 78 rpm disc                                                                         |
| Stokowski, Leopold Philadelphia Orchestra | April 1927           | Academy of Music, Philadelphia                                   | Victor                                   | Red Seal "Electric" enregistrament                                                                                       | Toccata and Fugue in D minor (Stokowski transcription) | Two 78 rpm disc sides (8:53)                                                        |
| Schweitzer, Albert                        | 1935                 | All Hallows-by-the-Tower, London                                 | Columbia                                 | Albert Schweitzer plays Bach                                                                                             | | No. 6 (9:04)                                                                        |
| Stokowski, Leopold Philadelphia Orchestra | 1940                 | Academy of Music, Philadelphia                                   | Disney                                   | Walt Disney's Fantasia – Leopold Stokowski and the Philadelphia Orchestra: Remastered Original Soundtrack Edition (1990) | CD 1 (of 2) | Toccata and Fugue in D minor, BWV 565 (9:22)                                        |
| Walcha, Helmut                            | August 1947          | de, Lübeck                                                       | Deutsche Grammophon                      | Archiv Produktion; Research period IX: Works by Johann Sebastian Bach; Series F: Organ works                             | Prelude and fugue, E minor, BWV 548; Prelude and fugue, A minor, BWV 551; Prelude and fugue, C major, BWV 547; Toccata and fugue, D minor, BWV 565                  | No. 4 (9:15)                                                                        |
| Schweitzer, Albert                        | 1951                 | Gunsbach, Alsace                                                 | Columbia                                 | J. S. Bach: Organ Music                                                                                                  | Vol. IV | No. 3 (10:31)                                                                       |
| Biggs, E. Power                           | 1955                 | Europe (14 different organs)                                     | Columbia                                 | Bach: Toccata in D minor (A Hi-Fi Adventure)                                                                             | e.g. London, Royal Festival Hall | Side 2 No. 6                                                                        |
| Biggs, E. Power                           | 1960                 | Busch-Reisinger Museum, Harvard                                  | Columbia                                 | Bach: Organ Favorites | Bach: Great Organ Favorites (Columbia 42644, re-issued as CD by CBS in 2011, with liner notes by Hans-Joachim Schulze)                                              | Toccata (2:28), Fugue (5:54)                                                        |
| Walcha, Helmut                            | 1963                 | Grote Sint Laurenskerk, Alkmaar                                  | Deutsche Grammophon                      | | Classic Mania (issued 1991) | CD 2, No. 4 (2:37, Toccata only – Fugue of that 1963 enregistrament had been 6:52)  |
| Alain, Marie-Claire                       | 1959–1968            | Sankta Maria kyrka (Helsingborg) Sankta Maria kyrka, Helsingborg | Erato                                    | J. S. Bach – L'Œuvre Pour Orgue – Intégrale en 24 disques                                                                | Vol. 3: Toccatas & Fugues en ré mineur bwv 565 – en fa majeur bwv 540 / Préludes & Fugues en do majeur bwv 545 – en mi majeur bwv 533 – Fugue en sol mineur bwv 578 | Toccata & Fugue en ré mineur bwv 565 (8:42)                                         |
| Richter, Karl                             | 1964                 | da, Copenhagen                                                   | Deutsche Grammophon                      | | Johann Sebastian Bach: Toccata & Fuge / Famous Organ Works | Toccata & Fugue in D minor, BWV 565 (8:56)                                          |
| Whiteley, John Scott                      | 2001                 | uk, Bath                                                         | BBC TV                                   | 21st-Century Bach | Bach, The Complete Organ Works, Vols 1 and 2 | Toccata and fugue in D Minor, BWV 565 (8:41)                                        |
| Alain, Marie-Claire                       | 1982                 | Collégiale de Saint-Donat (Drôme) (fr), Drôme                    | Erato                                    | | Toccata & Fugue / Passacaglia / Fugue / Concerto / Fantaisie & Fugue                                                                                                | Toccata & Fugue en ré mineur D minor/D Moll BWV 565 (8:15)                          |
| Preston, Simon                            | 1988                 | de, Bonn                                                         | Deutsche Grammophon                      | | Toccata & Fugue BVW 565 – Preludes & Fugues BVW 532 & 552 – Fantasia BWV 572 – Pastorale BVW 590                                                                    | Toccata: Adagio (2:31) Fugue (5:54)                                                 |
| Fagius, Hans                              | 1988                 | Fredrik Church, Karlskrona                                       | Brilliant Classics                       | Bach Edition | CD 151 – Organ Works: Toccata & Fuga BWV 565/Concerto BWV 594/Praeludium & Fuga BWV 548/"Allein Gott in der Höh' sei Ehr" BWV 711–715/717 (issued )                 | Nos. 1–2 (8:54)                                                                     |
| Carlos, Wendy                             | 1992                 |                                                                  | Telarc                                   | Switched-On Bach 2000 (25th anniversary sequel to Switched-On Bach, 1968)                                                | Toccata & Fugue In D Minor |                                                                                     |
| Kibbie, James                             | 2007–2009            | de, Waltershausen                                                | Block M Records (University of Michigan) | Bach Organ Works | BWV 565: Toccata con Fuga in d / Toccata and Fugue in D Minor | AAC – MP3 (9:16)                                                                    |
| Notes 1.                                  |                      |                                                                  |                                          | | |                                                                                     |

### Escrits
- Altschuler, Eric Lewin «Were Bach's Toccata and Fugue BWV565 and the Ciacconia from BWV1004 Lute Pieces?». The Musical Times, vol. 146, Winter 2005, pàg. 77–86. DOI: 10.2307/30044126. JSTOR: 30044126.
- Argent, Mark «Decoding Bach 3. Stringing Along». The Musical Times, vol. 141, Autumn 2000, pàg. 16–20, 22–23. DOI: 10.2307/1004394. JSTOR: 1004394.
- Billeter, Bernhard. «Bachs Toccata und Fuge d-moll für Orgel BWV 565 – ein Cembalowerk?». A: Sackmann, Dominik. Musiktheorie und musikalische Praxis: gesammelte Aufsätze (en alemany). 4.  Zürich: Peter Lang, 2004, p. 159–164 (Zürcher Musikstudien). ISBN 978-3039103751. Publicat originalment a Die Musikforschung Vol. 50 No. 1, January–March 1997, p. 77–80.
- Blume, Friedrich «J. S. Bach's Youth». The Musical Quarterly, vol. LIV, 1, 1-1968, pàg. 1–30. DOI: 10.1093/mq/LIV.1.1.
- Bullivant, Roger. Fugue.  Londres: Hutchinson, 1971. ISBN 978-0091084400.
- Butt, John (1997). The Cambridge companion to Bach. Cambridge University Press, 1997. ISBN 978-0521587808.
- Claus, Rolf Dietrich (1998). Zur Echtheit von Toccata und Fuge d-moll BWV 565. Cologne: Dohr, 2nd ed. ISBN 978-3925366550. (review by Yo Tomita Arxivat 2015-08-24 a Wayback Machine.)
- Claus, Rolf Dietrich. Toccata und Fuge d-Moll BWV 565: Faksimile der ältesten überlieferten Abschrift von Johannes Ringk (en alemany).  Cologne: Dohr, 2000. ISBN 978-3925366789.
- Toccata and Fugue in D minor BWV 565 – A Work by J. S. Bach?. 2nd.  At the Sign of the Pipe, 2018. ISBN 978-0956710260. (review by David Baker, Organists' Review)
- Dörffel, Alfred (1884). Geschichte der Gewandhausconcerte zu Leipzig vom 25. November 1781 bis 25. November 1881: Im Auftrage der Concert-Direction verfasst. Leipzig.
- Eidam, Klaus. The True Life of Johann Sebastian Bach.  Nova York: Basic Books, 2001. ISBN 0465018610.
- Emans, Reinmar (2004). "Vom überstrapazierten Autor: Biographische Konstruktionen bei Echtheitskritik" pp. 17–29 in Musik und Biographie: Festschrift für Rainer Cadenbach. edited by Cordula Heymann-Wentzel and Johannes Laas. Königshausen & Neumann. ISBN 978-3826028045
- Emans, Reinmar (2009). "Möglichkeiten und Grenzen der Textkritik bei Incerta" pp. 103–11 in Was ist Textkritik?: Zur Geschichte und Relevanz eines Zentralbegriffs der Editionswissenschaft edited by Gertraud Mitterauer, Ulrich Müller, Margarete Springeth and Verena Vitzthum. Walter de Gruyter. ISBN 978-3484970786
- Emery, Walter (July 1966). "Some Speculations on the Development of Bach's Organ Style", pp. 596–603 in The Musical Times, Vol. 107, No. 1481.
- Fox-Lefriche, Bruce (2004). The Greatest Violin Sonata That J.S. Bach Never Wrote. Strings xix/3:122, October 2004, 43–55.
- Glaus, Daniel (2013). "Albert Schweitzer als Organist", pp. 291–304 in Albert Schweitzer: Facetten einer Jahrhundertgestalt, edited by Hubert Steinke, Angela Berlis, Andreas Wagner and Fritz von Gunten. Haupt Verlag AG. ISBN 978-3258077796
- Grace, Harvey (1922). The Organ Works of Bach. London: Novello & Co.
- Gwinner, Volker (1968). "Bachs d-moll-Tokkata als Credo-Vertonung" in Musik und Kirche Vol. 38 pp. 240–42.
- Humphreys, David (1982). The D Minor Toccata BWV 565. Early Music Vol. 10, No. 2.
- Jones, Richard Douglas (2007). The Creative Development of Johann Sebastian Bach: Music to Delight the Spirit. Volume 1: 1695–1717. Oxford University Press. ISBN 0198164408
- Keller, Hermann (1948). Die Orgelwerke Bachs: Ein Beitrag zu ihrer Geschichte. Form, Deutung und Wiedergabe. Leipzig: C.F. Peters.
- Kilian, Dietrich (1979). Präludien, Toccaten, Fantasien und Fugen I: BWV 531–550, 562 (Fragment) / Critical Commentary to Part I and II, Volume 6 in three Parts of Serie IV: Orgelwerke in Johann Sebastian Bach: Neue Ausgabe sämtlicher Werke. Kassel: Bärenreiter.
- Kranenburg, Peter van (2006). "Composer attribution by quantifying compositional strategies" pp. 375–76 in ISMIR 2006: 7th International Conference on Music Information Retrieval – Proceedings. Canada: University of Victoria. ISBN 1550583492
- Kranenburg, Peter van (2007). "Assessing Disputed Attributions for Organ Fugues in the J. S. Bach (BWV) Catalogue" Ch. 7 pp. 120–37 in Tonal Theory for the Digital Age (Computing in Musicology Vol. 15) edited by Walter B. Hewlett, Eleanor Selfridge-Field, Edmund Correia. University of Michigan. ISBN 978-0936943176 (replaced by Kranenburg 2008)
- Kranenburg, Peter van (September 2008). "On Measuring Musical Style – The Case of Some Disputed Organ Fugues in the J. S. Bach (BWV) Catalogue". Utrecht University.
- Kranenburg, Peter van (4 October 2010). "On Measuring Musical Style – The Case of Some Disputed Organ Fugues in the J. S. Bach (BWV) Catalogue" Ch. 5 pp. 71–89 in A Computational Approach to Content-Based Retrieval of Folk-Song Melodies. Utrecht University. ISBN 978-9039353936
- Newman, Anthony (1995). Bach and the Baroque: European Source Materials from the Baroque and Early Classical Periods with Special Emphasis on the Music of J.S. Bach. Pendragon Press. ISBN 978-0945193647
- Parry, Hubert (1909). Johann Sebastian Bach: The Story of the Development of a Great Personality. New York: G. P. Putnam's Sons; London: The Knickerbocker Press.
- Pirro, André (1895). L'orgue de Jean-Sébastien Bach. Paris: Fischbacher.
- Pirro, André (1902). Johann Sebastian Bach: The Organist and his Works for the Organ. New York: G. Schirmer
- Schulenberg, David (2006). The Keyboard Music of J.S. Bach, second edition. Routledge. ISBN 978-0415974004
- Schweitzer, Albert (1905). J. S. Bach, le musicien-poète. Preface by Charles Marie Widor. Leipzig: Breitkopf & Härtel.
- Schweitzer, Albert (1908). J. S. Bach. Leipzig: Breitkopf & Härtel.
- Schweitzer, Albert (1935). J. S. Bach, Vol. 1 London: A. & C. Black.
- Schweitzer, Albert (1995). Die Orgelwerke Johann Sebastian Bachs: Vorworte zu den "Sämtlichen Orgelwerken", with an introduction by Harald Schützeichel. Georg Olms Verlag. ISBN 978-3487416977
- Philipp Spitta (1873). Johann Sebastian Bach, Erster Band (Book I–IV). Leipzig: Breitkopf & Härtel.
- Philipp Spitta (1899). Johann Sebastian Bach: His Work and Influence on the Music of Germany 1685–1750, traducció a l'anglès de Clara Bell i J. A. Fuller Maitland, Vol. I (Book I–III). London: Novello & Co.
- Stauffer, George Boyer. The Free Organ Preludes of Johann Sebastian Bach (Tesi).  Columbia University, 1978.
- Stauffer, George Boyer. J. S. Bach as Organist: His Instruments, Music and Performance Practices.  Indiana University Press, 1986. ISBN 978-0253331816.
- Stinson, Russell (2006). The Reception of Bach's Organ Works from Mendelssohn to Brahms. Oxford University Press. ISBN 978-0195346862 (2010 edition ISBN 978-0199747030)
- Stinson, Russell (2012). J. S. Bach at His Royal Instrument: Essays on His Organ Works. US: Oxford University Press ISBN 978-0199917235
- Williams, Peter F. (1980). The Organ Music of J. S. Bach, Volume 1: Preludes, Toccatas, Fantasias, Fugues, Sonatas, Concertos and Miscellaneous Pieces (BWV 525–598, 802–805 etc.) Cambridge University Press. ISBN 978-0521217231.
- Williams, Peter F. (July 1981). "BWV 565: a toccata in D minor for organ by J. S. Bach?" pp. 330–37 in Early Music Vol. 9, No. 3.
- Williams, Peter. «BWV 565 Toccata and Fugue in D minor». A: The Organ Music of J. S. Bach. 2nd.  Cambridge University Press, 2003, p. 155–159. ISBN 978-0521814164.
- Wolff, Christoph (2000). Johann Sebastian Bach: The Learned Musician. Oxford University Press, 2000. ISBN 039304825X
- Wolff, Christoph (2002). "Zum norddeutschen Kontext der Orgelmusik des jugendlichen Bach: Das Scheinproblem der Toccata d-Moll BWV 565", pp. 241–51 in Bach, Lübeck und die norddeutsche Musiktradition edited by Wolfgang Sandberger. Kassel: Bärenreiter. ISBN 978-3761815854
- Wolff, Christoph (2002b). "Bach's organ toccata in D-minor and the issue of its authenticity" pp. 85–107 in Perspectives on Organ Playing and Musical Interpretation: Pedagogical, Historical, and Instrumental Studies: A Festschrift for Heinrich Fleischer at 90 edited by Ames Anderson, Bruce Backer, David Backus and Charles Luedtke. New Ulm: Martin Luther College. ISBN 978-1890600037
- Yearsley, David (2012). Bach's Feet: The Organ Pedals in European Culture. Cambridge University Press. ISBN 978-0521199018